# Mladen Mrmolja
Mladen Mrmolja, slovenski častnik, * 17. april 1936, Slovenj Gradec, † 20. februar 2004, Slovenj Gradec.

## Vojaška kariera
- povišan v polkovnika (18. junij 1993)

## Odlikovanja in priznanja
- spominski znak Republiška koordinacija 1991[1]